# コペンハーゲン大学植物園
コペンハーゲン大学植物園（University of Copenhagen Botanical Garden、デンマーク語: Botanisk have、通常はコペンハーゲン植物園と称される）は、デンマークのコペンハーゲンの中心にある植物園である。10ヘクタールの敷地で、1874年に建設された歴史のある温室も有名である。
コペンハーゲン大学の一部であるデンマーク自然史博物館の一部門で、研究、教育および市民のためリクリエーションのための施設として用いられている。

## 歴史
最初に植物園がつくられたのは1600年に遡り、その場所は2度、変更され1870年に現在の場所に移された。1600年の薬草園（Hortus Medicus）は国王、クリスチャン4世の裁可を1600年4月に受けて Skidenstræde (現在の Krystalgade)に作られた。薬草園を管理する教授の屋敷が併設された。1621年から、オーレ・ヴォームが管理を行い、デンマークの薬草の数を大きく増やしたばかりでなく、外国産の種の栽培も行った。
2つ目の植物園は1752年にゲオルク・クリスティアン・エーダーがクリスチャン5世の要望でFrederiksstadenに作ったもので、0.5ヘクタールほどの広さで、温室も作られ、1763年に一般に公開された。 管理はコペンハーゲン大学に移され、王室から大学に寄付が行われ、植物園の拡充の資金となったが、それまでの敷地はせまく、植物園の移転が検討された。エーダーは初代園長となり、デンマークの植物の図鑑を製作したが、摂政として権勢を誇った、ヨハン・フリードリヒ・ストルーエンセに対する陰謀とのつながりで1771年に解雇された。
1778年に 王室がシャーロッテンボー宮殿の背後の土地をより大規模な植物園の設立のために寄付し、古い2つの植物園は閉鎖された。植物園新設計画は1778年6月に承認された。当初、王家と大学がそれぞれ、園長を1人ずつ任命することになっており、大学は、エーダーの退職後、植物園を管理していたロットボル（Christian Friis Rottbøll）を指名し、王家は ホルムスキヨル（Johan Theodor Holmskjold）を指名した。植物園付の准教授職が設けられ、ヴァール（Martin Vahl）が任じられ、植物の移栽に重要な役割を果たした。
1817年に2人園長制度は廃止され、イェンス・ヴィルケン・ホネアマン（Jens Wilken Hornemann）が園長となった。この時点で植物園は1.6ヘクタールの湿地を含み、植物博物館とライブラリ、園長と職員の住居を含む建物が建設された。冬季の植物の保管施設が作られ、1784年に最初の温室が建設された。1841年にヨアキム・フレデリク・スコウ(Joakim Frederik Schouw)が園長を継いだ。Schouwの時代にさらに敷地の拡張の必要性が高まった。現在の敷地を入手したのは1870年で、ロンドン万国博覧会の水晶宮に着想を得た温室が建設された。
現在の植物園は 13,000種の種が栽培され、デンマークの植物 (600種)、多年草 (1,100種)、一年草 (1,100種)、ヨーロッパの高山植物の植えられた岩石園、針葉樹の丘などに分けられている。

## 画像

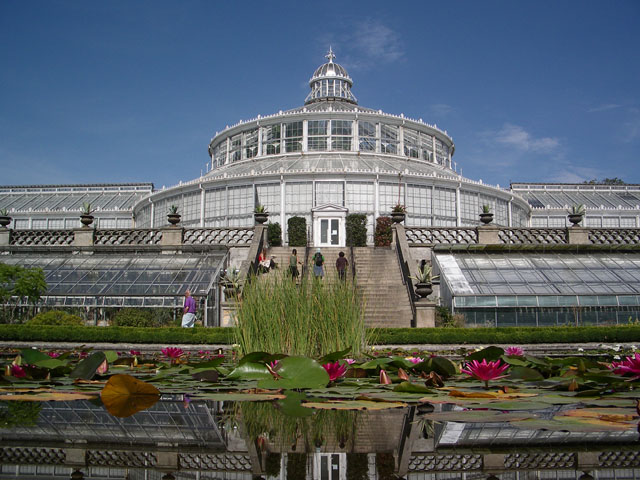
温室、"Palm House"
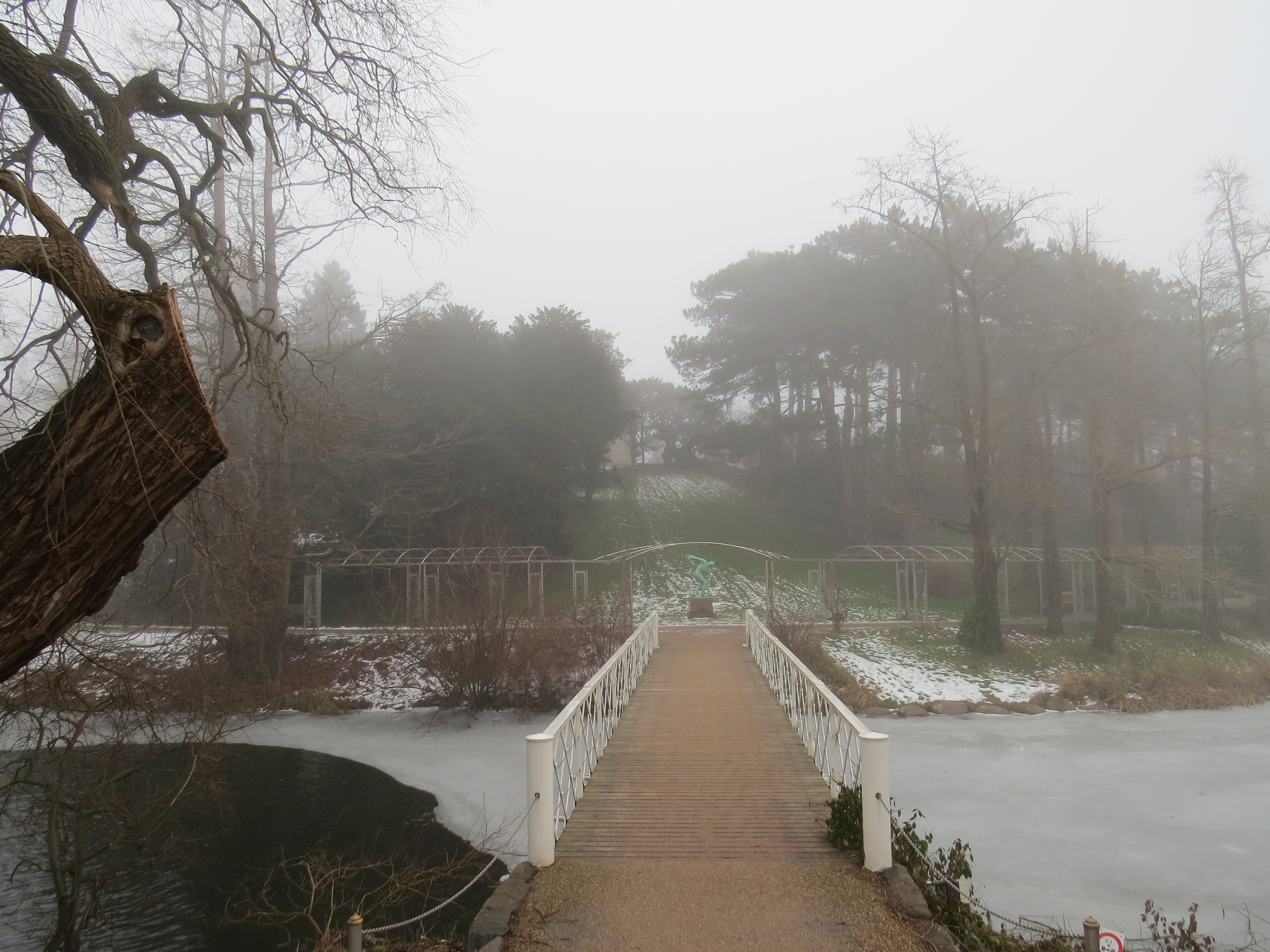
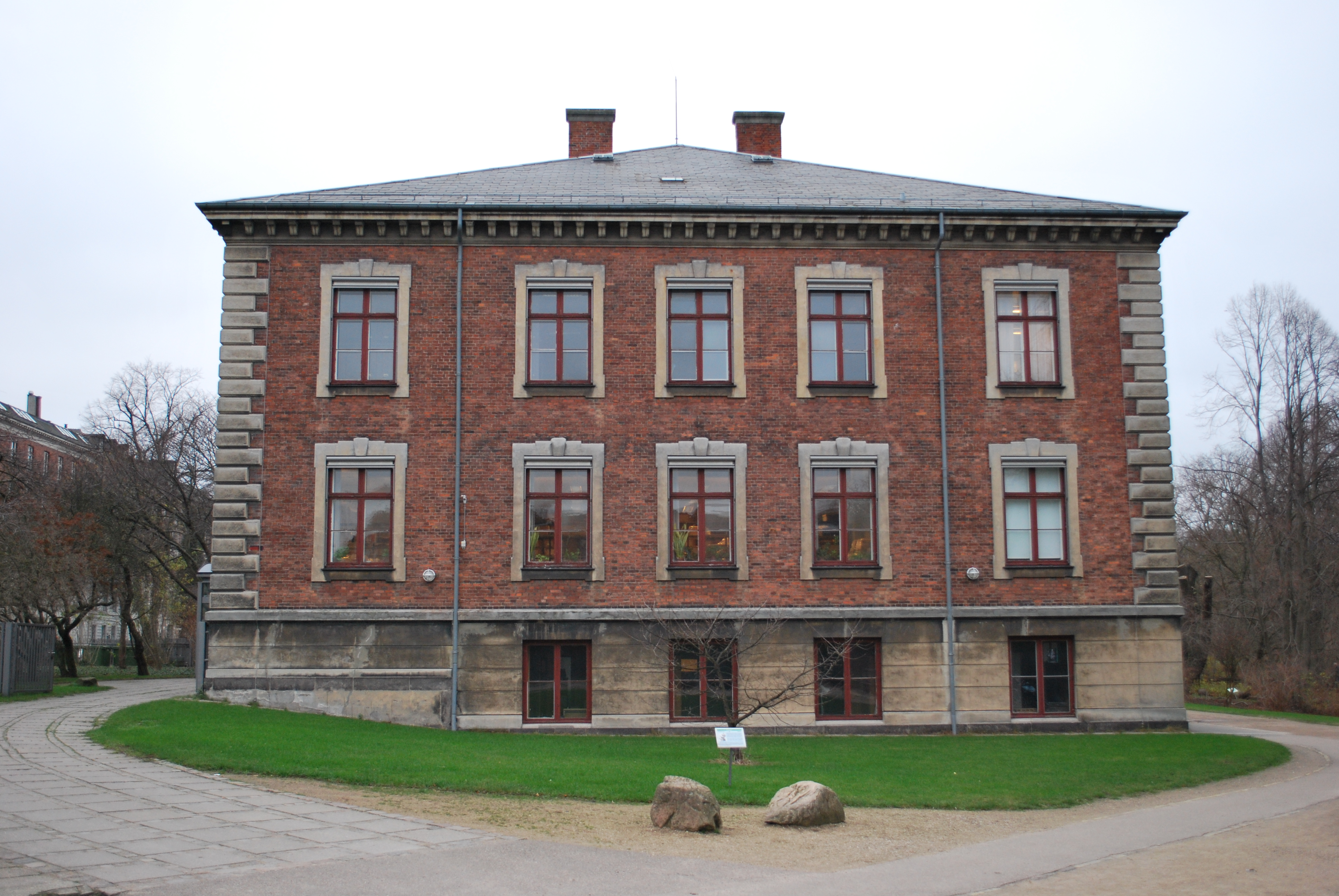
植物博物館
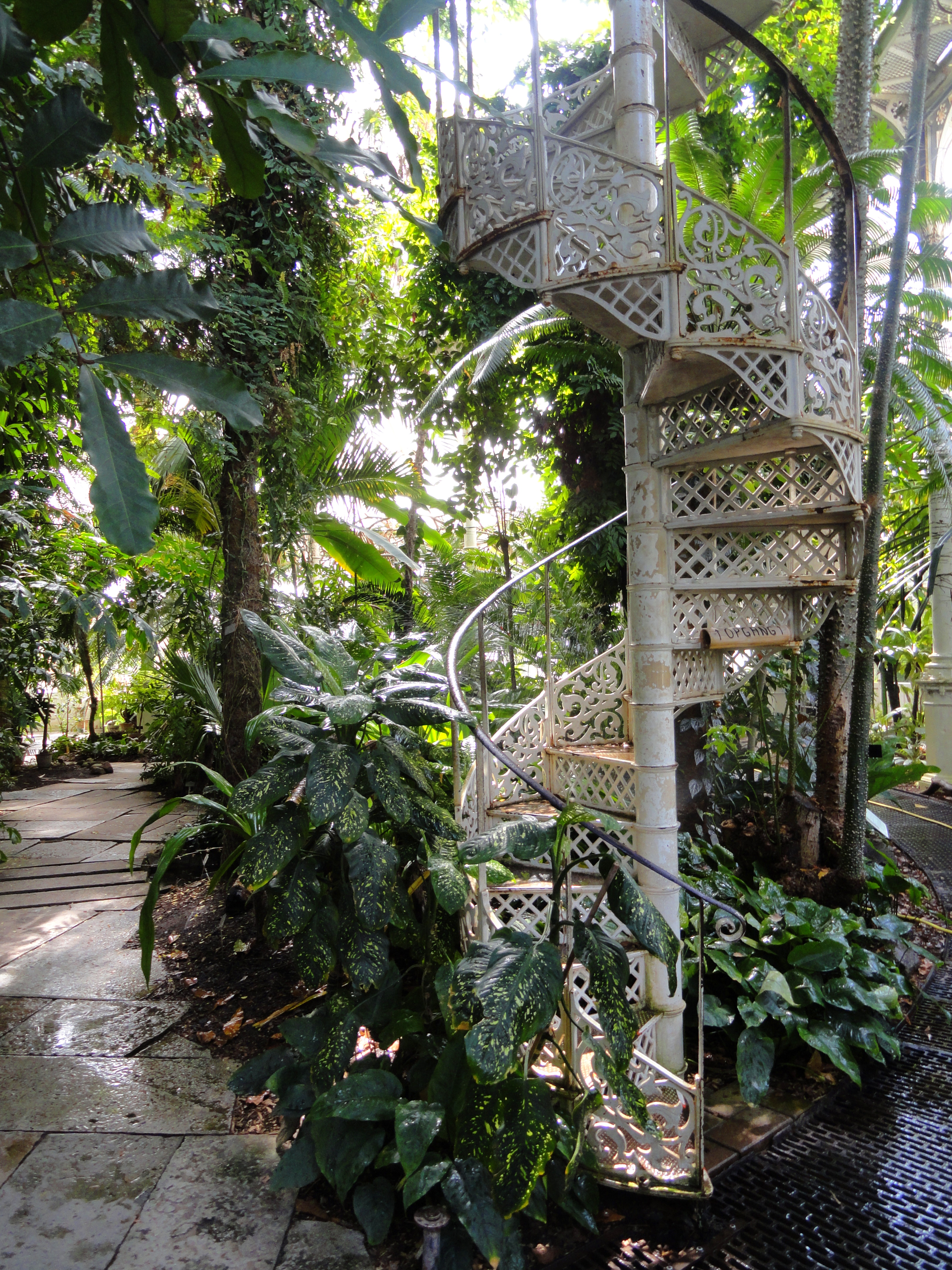
"Palm House"の内部